# Emese Szász
Emese Szász   (Budapest, 7 de setembre de 1982) és una esgrimidora hongaresa, medallista d'or olímpic el 2016 i medallista de plata en el Campionat Mundial de 2010. Va guanyar les sèries de la Copa Mundial en les temporades 2009-2010 i 2010-2011.

## Carrera
El seu primer esport va ser natació però se'n va cansar. No pensava que tindria èxit en un joc de pilota, ja que és esquerrana, per la qual cosa va decidir fer esgrima. Els seus primers entrenadors van ser György Felletár i Béla Kopetka. Szász es va unir a l'equip nacional júnior d'Hongria, amb el qual va guanyar una medalla d'or en el Campionat Mundial Juvenil de 1998 a València i una medalla de plata en l'edició de 1999 en Keszthely.
Va guanyar una medalla de plata amb l'equip d'Hongria en el Campionat Mundial d'Esgrima de 2005 en Leipzig. Va fer el seu gran avanç en la temporada 2005-2006, pujant per primera vegada al podi de la Copa del Món amb una medalla de bronze a Barcelona i, després, una victòria en el Gran Premi de l'Havana. Va guanyar una medalla de bronze individual en l'edició de 2006 en Leipzig després de perdre 15-10 amb Irina Embrich d'Estònia en les semifinals.
La temporada 2007-2008 va obtenir dues victòries en el Tauberbischofsheim i els Mundials de Sydney. Va qualificar pels Jocs de Pequín a través de la seva classificació individual. Va derrotar a l'algeriana Hadia Bentaleb en la ronda 32, però va perdre davant la russa Lyubov Shutova en la següent.
La temporada 2009-2010 va figurar en quatre podis, incloent una victòria a Luxemburg. Va arribar a les semifinals en el Campionat Mundial de 2010 a París després de derrotar a la francesa Laura Flessel-Colovic per un sol cop. Va deixar fora a la italiana Nathalie Moellhausen però va perdre en la final davant la francesa Maureen Nisima i va obtenir la seva primera medalla individual mundial.
Szász va aconseguir classificar-se per als Jocs de Londres (2012) en guanyar en el torneig de classificació europeu celebrat a Bratislava després de derrotar a Laura Flessel en la final. En els Jocs Olímpics va perdre en la primera ronda i en la ronda 32 davant la sud-coreana Choi In-jeong.
Durant la temporada 2012-2013 va obtenir dues medalles de plata en les proves de la Copa Mundial de Saint-Maur-des-Fossés i l'Havana, sent derrotada en ambdues finals per la romanesa Ana Maria Brânză. Va obtenir una medalla de bronze en el Campionat d'Esgrima europeu de 2013 a Zagreb i el Campionat Mundial d'Esgrima de 2013 a Budapest.
Va començar la temporada 2013-2014 guanyant l'or en els Jocs Mundials de combat a Sant Petersburg derrotant en la final a la campiona mundial Julia Beljajeva. Va guanyar una medalla de bronze en el Mundial de Leipzig i el Gran Premi de l'Havana, una medalla de plata en el Mundial de Rio de Janeiro i una medalla d'or de la Copa Mundial de Barcelona. Va arribar als quarts de final en els campionats d'Europa de 2014 a Estrasburg, abans de perdre davant Bianca Del Carretto. També va arribar a la final en el Campionat Mundial 2014 en Kazan, però va perdre enfront de l'alemanya Britta Heidemann. Va tancar la temporada com la número 1 del món per segona vegada en la seva carrera.
En els Jocs de Rio (2016), Szász va guanyar la medalla d'or en vèncer 15-13 a la italiana Rossella Fiamingo en la final. Va entrar en la segona ronda on va derrotar a l'estònia Julia Beljajeva per 15-11. En els 1/16 de final va vèncer a la sud-coreana Kang La meva. En els quarts de final va vèncer a la japonesa Sato Nozomi, mentre que en la semifinal va vèncer a la francesa Lauren Rembi.

## Palmarès Internacional
| Jocs Olímpics      | Jocs Olímpics            | Jocs Olímpics | Jocs Olímpics     |
| Any                | Lloc                     | Medalla       | Categoria         |
| ------------------ | ------------------------ | ------------- | ----------------- |
| 2016               | Rio de Janeiro ( Brasil) |               | Espasa individual |
| Campionat del món  |                          |               |                   |
| Any                | Lloc                     | Medalla       | Categoria         |
| 2005               | Leipzig ( Alemanya)      |               | Equips            |
| 2010               | París ( França)          |               | Individual        |
| 2006               | Torí ( Itàlia)           |               | Individual        |
| 2013               | Budapest ( Hongria)      |               | Individual        |
| Campionat d'Europa |                          |               |                   |
| Any                | Lloc                     | Medalla       | Categoria         |
| 2013               | Zagreb ( Croàcia)        |               | Equips            |
| 2013               | Zagreb ( Croàcia)        |               | Individual        |